# تفجيرات إيران 2020
وقعت عدة انفجارات في إيران عام 2020 لأسباب غير محددة. حدث أولها في 25 يونيو 2020، وتضمنت مواقع الانفجارات منشأة تجميع أجهزة طرد مركزي متطورة، ومواقع صواريخ، ومراكز بتروكيماوية ومحطات طاقة وعيادات طبية. ونفت الحكومة تقارير عن وقوع انفجارات في مواقع صواريخها بينما أقرت بأضرار لحقت بأكبر منشأة تخصيب نووي في نطنز.
بعض المسؤولين الغربيين والإيرانيين ذكر أن سبب الانفجارات هو هجمات قراصنة الكمبيوتر من قِبل إسرائيل والولايات المتحدة. وتعهدت الحكومة بالرد إذا تأكد وقوع أعمال تخريب في منشأة نطنز النووية.

## الخط الزمني

### انفجار بارشين وانقطاع التيار الكهربائي في شيراز
في ظهر يوم 25 يونيو 2020 وقع انفجار في مجمع بارشين العسكري على بعد 30 كيلومترا جنوب شرقي العاصمة طهران. وفي نفس الساعة أثر انقطاع التيار الكهربائي على نصف مدينة شيراز الجنوبية، التي تضم منشآت عسكرية كبرى. وأعلن مسؤولون أن الانفجار كان بسبب حادث تخزين غاز، وقالوا إن انفجارا أصاب محطة الكهرباء في شيراز، مما تسبب في انقطاع التيار الكهربائي. ذكر محلل غربي أن الانفجار في بارشين حدث في منشأة تخزين صواريخ، تجري فيها أعمال تقنية نووية خفية.
زعم محلل غربي أن الانفجار في بارشين نتج عن هجوم إلكتروني إسرائيلي، بينما قال قائد إيراني كبير إنه لا يمكنه التعليق على ما إذا كان الانفجار هجومًا إلكترونيًا حتى يتم التوصل إلى نتيجة بشأن هذه القضية. نقلت صحيفة الجريدة الكويتية عن مصدر رفيع لم تسمه، أن المنشأة دمرت في غارة جوية شنتها مقاتلات إسرائيلية من طراز F-35 الشبح.
في 30 يونيو 2020، تحدث مسؤولون أمريكيون وإسرائيليون إلى صحيفة نيويورك تايمز وقالوا إنهم «لا علاقة لهم» بالانفجار الذي وقع في بارشين.

### انفجار عيادة طهران
في 30 يونيو 2020، وقع انفجار في مركز سينا أطهار الصحي بالعاصمة طهران، مما أسفر عن مقتل 19 شخصًا بينهم 15 امرأة و 4 رجال. وبحسب نائب رئيس بلدية طهران، نتج الانفجار عن تسرب من خزانات الغاز الطبي في المبنى.

### انفجار منشأة تجميع أجهزة الطرد المركزي في نظنز
في 2 يوليو 2020، وقع انفجار في منشأة تجميع للطرد المركزي بالقرب من مدينة نطنز. وقد تضررت ثلاثة أرباع الأجزاء الموجودة فوق سطح الأرض من المنشأة حيث كان يجري تجميع أجهزة الطرد المركزي المتقدمة. واعترفت إيران بأضرار جسيمة لحقت بمنشآتها بينما قال محللون غربيون إن الانفجار تسبب في انتكاسة للبرنامج النووي الإيراني من عام إلى عامين.
وفي اليوم نفسه، ذكرت إذاعة فاردا ومقرها الولايات المتحدة، أن مجموعة تطلق على نفسها اسم «فهود الوطن» ((بالفارسية: یوزپلنگان وطن) yuzpalangan vatan) أعلنت مسؤوليتها عن الانفجار في منشأة التخصيب النووي في نطنز. وزعمت صحيفة نيويورك تايمز أن مصدرا وصفته بأنه «مسؤول استخبارات شرق أوسطي على علم بالحادث» قال للصحيفة إن إسرائيل هي المسؤولة عن الهجوم، وأنه جرى استخدام قنبلة قوية. بالإضافة إلى ذلك، نقلت عن عضو في الحرس الثوري الإيراني إطلاعه على الموضوع وتحدث للصحيفة دون الكشف عن هويته ادعى فيه استخدام عبوة ناسفة. ذكرت صحيفة نيويورك تايمز في وقت لاحق أن مسؤولين على دراية ذكروا أن الانفجار كان على الأرجح نتيجة قنبلة، ربما في خط غاز استراتيجي، لكن الهجوم السيبراني لم يكن واردًا. وذكرت صحيفة الجريدة الكويتية أن إسرائيل هي من تسببت في الانفجار بهجوم إلكتروني.

### انفجارات خوزستان
في 4 يوليو 2020 وقع انفجار في محطة كهرباء الشهيد مدهاج زرغان في مدينة الأهواز. وفي نفس الوقت أصيب 70 شخصًا إثر تسرب غاز الكلور في مركز كارون للبتروكيماويات في مدينة ماهشهر بالقرب من الأهواز.

### انفجار باقرشهر
في 7 يوليو 2020، توفي شخصان وأصيب 3 آخرون إثر انفجار داخل مصنع أكسجين في بلدة بندر ماهشهر جنوب العاصمة طهران. وذكرت إذاعة الجمهورية الإسلامية إن «خطأ بشري» هو سبب الانفجار.
وفقًا لمحللين غربيين، كان المصنع بالقرب من المستودع الذي سُرق منه أرشيف معلومات عن البرنامج النووي الإيراني في عملية قام بها عملاء المخابرات الإسرائيلية في عام 2018. بينما ادعى بعض المحللين أن المصنع تابع لشركة إيرانية لصناعة السيارات تتعاون بشكل وثيق مع وزارة الدفاع الإيرانية وكذلك الحرس الثوري الإيراني.

### انفجارات طهران
في 9 يوليو 2020، جرى الإبلاغ عن انفجار غربي طهران. ونفى المسؤولون وقوع انفجار لكنهم اعترفوا بانقطاع التيار الكهربائي في المنطقة.
وأفاد محللون غربيون أن الانفجار أصاب منشأة / مستودع صواريخ تابع للحرس الثوري. وقال محللون تحدثوا لصحيفة نيويورك تايمز إن الانفجار أصاب منطقة بها منشآت تحت الأرض مرتبطة بأبحاث الأسلحة الكيماوية وموقع إنتاج عسكري مجهول. وقال مسؤول استخباراتي لصحيفة نيويورك تايمز إن إسرائيل ربما كانت وراء الانفجار.
في 11 يوليو 2020، هز انفجار غاز مبنى سكني في طهران، مما أدى إلى إصابة شخص.

### انفجار معمل ماهشهر للبتروكيماويات
في 12 يوليو 2020، شب حريق تلاه انفجار في مصنع توندجويان للبتروكيماويات في الجنوب الغربي. وقال متحدث باسم شركة البتروكيماويات إن الحريق والانفجار حدثا بسبب «مشاكل فنية» وأن «الطقس الحار» هو السبب أيضًا.

### انفجار مشهد
في 13 يوليو 2020، وقع انفجار في مجمع صناعي بالقرب من مدينة مشهد شمال شرقي البلاد. وذكرت وكالة مهر للأنباء إن الانفجار وقع عندما انفجر صهريج لتخزين مكثفات الغاز وإن الشرطة تحقق في سبب الانفجار.

### انفجار خط أنابيب الأهواز
في 18 يوليو 2020، جرى الإبلاغ عن انفجار في خط أنابيب نفط في جنوب غرب مدينة الأهواز.

### انفجار محطة كهرباء أصفهان
في 19 يوليو 2020، وقع انفجار في محطة كهرباء في محافظة أصفهان. ولم يصب أحد.

## الأهداف الإسرائيلية المزعومة
وفقًا لتقرير صادر عن موقع بيزنس إنسايدر، نقلاً عن مسؤول إسرائيلي سابق لم يذكر اسمه ومسؤول استخبارات في الاتحاد الأوروبي، فإن إسرائيل وراء بعض الهجمات، حيث «يخشى» المصدر الأوروبي أن يكون هدف الحكومة الإسرائيلية إثارة مواجهة عسكرية مع إيران، حين كان الرئيس الأمريكي دونالد ترامب لا زال في منصبه. وفقًا لمسؤول الاتحاد الأوروبي، «ستكون هناك رغبة أقل بكثير للمغامرات والبعثات السرية لتفجير المنشآت النووية في ظل إدارة جو بايدن».

## ردود الفعل
في أكتوبر 2020، أكد رافائيل جروسي، المدير العام للوكالة الدولية للطاقة الذرية لوكالة أسوشييتد برس، أن إيران بدأت في بناء مصنع لتجميع أجهزة الطرد المركزي تحت الأرض بعد الانفجارات، وأضاف أن إيران تواصل أيضًا تخزين كميات أكبر من اليورانيوم منخفض التخصيب. لكن لا يبدو أنه يمتلك ما يكفي لإنتاج سلاح.